# Jeff Hubbard
Pour les articles homonymes, voir Hubbard.
Jeff Hubbard né le 21 octobre 1975 à Honolulu, Hawaï, est un bodyboardeur américain. Il est trois fois champion du monde de bodyboard IBA (2006, 2009, 2012), quatre fois champion IBA du Pipeline (2003, 2007, 2011, 2012) et onze fois champion des États-Unis parmi de nombreux autres titres de championnat,.